# Dècada del 740 aC
La dècada del 740 aC comprèn el període que va des de l'1 de gener del 749 aC fins al 31 de desembre del 740 aC.

## Esdeveniments
- Inici de les guerres de Messènia

## Personatges destacats
- Tiglath-Pileser III